# 迪约利沃勒
迪约利沃勒（法語：Dieulivol，法語發音：[djølivɔl]）是法国吉伦特省的一个市镇，属于朗贡区。

## 地理
迪约利沃勒（44°40'25"N, 0°6'38"E）面积10.47 平方千米，位于法国新阿基坦大区吉倫特省，该省份为法国西南部沿海省份，是法國本土面积最大的省，北起滨海夏朗德省，西临大西洋，南至朗德省，东南接洛特-加龍省，东临多爾多涅省。
与迪约利沃勒接壤的市镇（或旧市镇、城区）包括：佩勒格吕、蒙塞居尔、库尔德蒙塞居、勒皮、圣费尔姆、巴莱萨格、圣科隆布德迪拉斯。

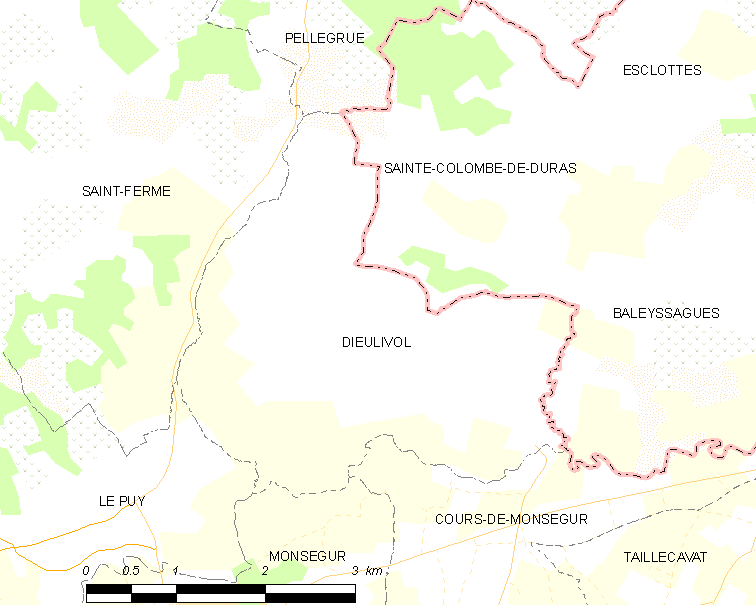
迪约利沃勒的OSM定位图

迪约利沃勒的时区为UTC+01:00、UTC+02:00（夏令时）。

## 行政
迪约利沃勒的邮政编码为33580，INSEE市镇编码为33150。

## 政治
迪约利沃勒所属的省级选区为勒雷奥莱-莱巴斯蒂德县。

## 人口

1962-2008年间迪约利沃勒人口变化图示

迪约利沃勒于2022年1月1日时的人口数量为335人。